# Бискупски ратови (1639—1640)
Бискупски ратови (1639–40) били су серија сукоба између краља Чарлса I Стјуарта и протестантске цркве у Шкотској, који су ескалирали у рат између Енглеске и Шкотске. Рат је завршен шкотском победом, али је сукоб око вођења рата између краља и Парламента у Енглеског довео до грађанског рата (1642–47).

## Први бискупски рат
Напетости између Енглеске и Шкотске, које су произишле из верских разлика, расле су од 1638. када је краљ Чарлс I покушао да наметне нови англикански молитвеник шкотској протестантској цркви. Шкоти су то не само одбацили, већ су у знак одмазде укинули бискупе. То је довело до Првог бискупског рата 1639. године, који је завршен тек кад је краљ коначно пристао на шкотске захтеве за слободном Скупштином и Парламентом. Међутим, Чарлсова бескомпромисна и дволична политика са Шкотима осигурала је даљи сукоб готово неизбежним.
Шкотске припреме за рат почеле су у јануару 1639. Савезнички великаши (енгл. Lords of the Covenant) Аргајл, Монтроз, Роутс, Балмерино и други састали су се у Единбургу како би координирали стратегију. Издате су упуте шкотским окрузима да започну регрутовање трупа и војну обуку, а упућен је и апел којим су протестантски Шкоти који служе у иностранству позвани да се врате и боре за Савез. Међу онима који су се одазвали био је познати ветеран Александар Лесли, који је постављен за команданта снага Савеза.
У међувремену, краљ Чарлс прогласио је намеру да подигне војску против Шкота. У априлу 1639. године, позвао је своје племиће под оружјем у Јорк. Краљ је планирао амбициозну кампању: сакупио би армију од 20.000 људи да нападну Единбург, гроф Антрим напао би западну Шкотску с трупама из Ирске, док ће маркиз Хамилтон бродовима искрцати трупе иза непријатељских линија на источној обали. Истовремено би ројалистички кланови нападали из Побрђа, и очекивало се да ће брзо савладати Савезнике. Међутим, краљеве припреме ишле су споро, отежане недостатком финансијских средстава. Било је мало ентузијазма за рат у Енглеској, где је већина Пуританаца била наклоњена случају Савезника.
Током марта 1639. године, Савезници су брзо заузели главне луке и упоришта. Генерал Лесле је замак у Единбургу осигурао без губитака, након што је главна капија уништена експлозивом. Лорд Роутс је заузео главни арсенал краља и драгуље шкотске круне у Далкејту, лука Дамбартон је зузета, онемогућивши појачања краљевских снага из Ирске. Подршка краљу била је концентрисана у Абердинширу, где је маркиз Хантли окупио своје снаге у Кинтореу. Средином фебруара, међутим, Хантли се повукао из потенцијалне конфронтације са неколико стотина Савезника окупљених на Турифу. Гроф Монтроз је крајем марта неопажено заузео Абердин, након чега је Хантли практично напустио вођство шкотских ројалиста и дозволио да буде ухапшен у Единбургу у априлу 1639. Сир Џорџ Огилви из Банфа и остали ројалистички племићи остали су наоружани у Абердинширу. 14. маја протерали су Савезнике из Тарифа у акцији познатој као "Турифски галоп", због брзине којом су Савезници побегли из села. Ројалисти Огилвија накратко су заузели Абердин и опљачкали куће водећих Савеза, али су се распршили када је Монтроз почео концентрисати Савезничке снаге у региону.
Краљ је у марту 1639. отпутовао за Јорк, да би лично водио главну енглеску војску против Шкота. Пошто није постојала стална војска, подигнута је посебна војска од 6.000 пешака и 1.000 коњаника, а затим је још 4.000 војника регрутовано мобилизацијом градске милиције северних пограничних округа. Краљ Карло је такође оживео средњовековну праксу да позове своје племиће да га лично прате, а сваки у пратњи трупе наоружаних коњаника, што је изазвало даље негодовање међу племством. Иако је до јуна енглеска војска имала 18.000 војника, она се углавном састојала од зелених регрута. Гроф Арундел, енглески гроф-маршал и лорд генерал војске, није имао раније ратно искуство. Његов заменик, гроф Есекс, смењен је у корист једног од краљичиних дворана, неискусног грофа Холанда. Војници ветерани попут сер Јакоба Астлија, команданта пешадије, очајавали су због недостатка обуке и опреме енглеске војске - многе северне градске милиције биле су наоружане луковима и стрелицама.
Док је краљ марширао северно од Јорка, флота маркиза Хамилтона пловила је из Јармута са 5.000 људи, од којих је већина била потпуно обучена. Хамилтон се усидрио код Лејта у Ферт ов Форту почетком маја 1639, али контрола Парламентараца над обалом онемогућила је искрцавање. Млађи син Маркиза Хунтлија, гроф Абојн отишао је на север са неким Хамилтоновим бродовима да би заузео Абердин и повео ројалистички клан Гордона почетком јуна. Из Абердина, Абојн је кренуо према Стонехавену. Намеравао је да напредује даље на југ, али су га снаге Ковенантера одбиле 14. јуна, па је заузео одбрамбену позицију на мосту Ди (енгл. Brig of Dee) који је чувао прилаз Абердину. Монтроз је 18. јуна почео артиљеријско бомбардовање Моста. Ројалисти су сутрадан протерани из града.
Средином маја 1639. краљ Карло издао је проглас којим је најавио да ће подмирити све шкотске приговоре чим се поново успостави ред у краљевству. Он не би упадао у Шкотску под условом да војска Ковенантера остане најмање десет миља северно од границе. Краљ се придружио својој војсци на кампу у близини Бервикка 30. маја. Лорд Арундел водио је одред преко границе у Дунсу да изда проглас којим је обећао да ће опростити све побуњенике ако буду поднели у року од осам дана. Као одговор, војска Ковенантера напредовала је у Келсу, и то унутар границе од десет миља. Коњица грофа Холанда напредовала је 3. јуна да провери положај Шкота. Иако је војска Ковенантера и даље била малобројна, професионализам и дисциплина њених официра уплашили су Холанда, који се повукао у Бервик. Када је генерал Лесле напредовао према Дунсу, морал у енглеском табору се срушио усред гласина да је шкотска војска далеко бројнија од Енглеза. Краљ је био нервозан и одлучио је да преговара са савезницима.

### Пацификација Бервика, јун 1639
Преговори о миру отворени су у Бервицку 11. јуна 1639. Главни портпароти Шкота били су лорд Ротхес, Јохнстон из Варистона и Алекандер Хендерсон. Преговарали су лично са краљем Цхарлесом. Захтеви савеза били су: да краљ ратификује све акте Скупштине у Глазгову, укључујући укидање епископатије; да ће се сва црквена питања у Шкотској убудуће решавати на Генералној скупштини, а сва грађанска питања у Парламенту; да ће све снаге упућене против Шкотске бити опозване; да сви „запаљиви људи“ који су проузроковали проблеме морају бити враћени у Шкотску ради казне (тј. екскомуницирани бискупи који су покушали увести Лаудове реформе).
Иако је краљ очигледно признао да би црквена питања у будућности требало да управљају скупштинама, био је непоколебљив у свом одбијању да ратификује Скупштину у Глазгову 1638. Савезници су били свесни да њихов војни положај није тако јак као што се широко веровало, и после седмице легалистичких свађа, такође су се сложили да модификују свој положај. Споразум је потписан 19. јуна 1639. Краљ је пристао да у августу одобри Генералну скупштину Кирка у Единбургху, а да би јој уследио састанак шкотског парламента. Обје стране сложиле су се да распусте своје војске. Остала спорна питања остављена су намерно нејасна или само као вербални договори. Споразум је слабо примљен у Единбургху, где су се Цовенантерс жалили да су комисари направили превише уступка.
Током наредних недеља, односи између краља и челника савеза још су се погоршали. У атмосфери узајамног неповерења, краљ Цхарлес напустио је Бервицка и вратио се у Лондон 1639. године.

## Други бискупски рат
Након што је Чарлс повукао уступке из 1639. године, Шкоти су преузели иницијативу 1640. године, окупивши војску од око 20.000 људи која је кренула на Њукасл на реци Тајн. Уместо да се приближи Њукаслу са севера, где је одбрана била посебно јака, Лесли је кренуо западно ка Њубурну. То је био најближи прелаз преко реке (при осеци), нешто више од 5 миља узводно од града. Прелазак овде би омогућио Шкотима да преузму контролу над северном и јужном страном Тајна и на тај начин опколе гарнизон.
Град Њукасл био је неприпремљен да издржи велику опсаду, али морао је да се супростави сваком шкотском покушају опкољавања. Енглеске трупе биле су углавном свежи регрути из јужне Енглеске, а водио их је Лорд Конвеј, неискусни командант. У немогућности да обезбеди финансирање рата од Парламента, војска коју је окупио Чарлс била је лоше опремљена, лоше припремљена, лоше снабдевена, а у наредној битки искусна шкотска војска под способним заповедницима била је четири пута већа.

### Битка
Битка код Њубурн Форда догодила се рано ујутро 28. августа 1640. Отприлике 4.500 енглеских трупа било је послато да штите газ у Њубурну. На јужној страни реке, у близини два суседна прелаза, направили су два шанца где су поставили артиљерију и чекали шкотски напад. Али тврђаве су биле слабо постављене и Шкоти су заузели доминантан положај на узвисини северно од реке, са кога су бомбардовали утврде и енглеску коњицу у близини. Њихов брз и деструктиван напад разбио је и поразио лоше припремљене енглеске трупе.

## Последице
То је била једина битка Другог бискупског рата, али од великог политичког значаја. Два дана након битке, град Њукасл је предат Шкотима. Чарлс је био принуђен да сазове Парламент, који је одбио да финансира рат против Шкота, али даљи парламентарни захтеви су на крају довели до грађанског рата.